# Châtelet (Bélgica)
Châtelet é uma cidade e um município da Bélgica localizado no distrito de Charleroi, província de Hainaut, região da Valônia.